# Монопольная позиция
Монопо́льная пози́ция — позиция участника товарного рынка, являющегося единственным продавцом товара.
Монополия как «власть одного» — это степень наивысшего и безоговорочного доминирования субъекта предпринимательства над своим окружением. Она распространяется на всё окружение субъекта предпринимательства.
Монопольная позиция - позиция, при которой хозяйствующему субъекту удалось достичь 100 % доли продаж на соответствующем рынке. В этом случае на данном рынке не остаётся каких-либо долей, которыми могли бы владеть другие участники рынка. Остальные участники рынка могли бы рассчитывать в этом случае на нулевые позиции на рынке и на необходимость срочного решения вопроса о ликвидации собственного бизнеса.
У фирмы-монополиста фактически не остаётся ни одного прямого конкурента в данном секторе рынка. Фактическое достижение монополии означает возникновение новой реальности в отношениях между участниками рынка. Если доминирование происходит всё же на рынке, то возникновение монополии означает прекращение конкуренции и реальное отсутствие естественных рыночных отношений. Поэтому рынок не может быть монопольным или монополизированным. Рынок может быть только конкурентным, и если имеется монополия, признаки существования рынка отсутствуют.
Если субъекту предпринимательства удаётся занять в соответствующем секторе экономики монопольные позиции, на смену доминированию на рынке приходит монополизация экономики. Субъект предпринимательства в этом случае не просто доминирует над всем окружением, он фактически монополизируют тот или сектор экономики, оставаясь в нём единственным поставщиком продукции. Последствиями такой монополизации становится не только полное устранение конкурентов, но и прекращение каких-либо конкурентных проявлений в отношениях с потребителями, поставщиками, работниками, государством и обществом. Конкуренцию заменяет всеобщее подчинение монополистам.
Монопольные позиции становится для субъектов предпринимательства ключевым фактором беспрепятственного навязывания окружению — клиентам, конкурентам, поставщикам, государству, обществу — своих интересов и правил поведения в бизнесе.